# Franz Xaver Wolfgang von Orsini-Rosenberg

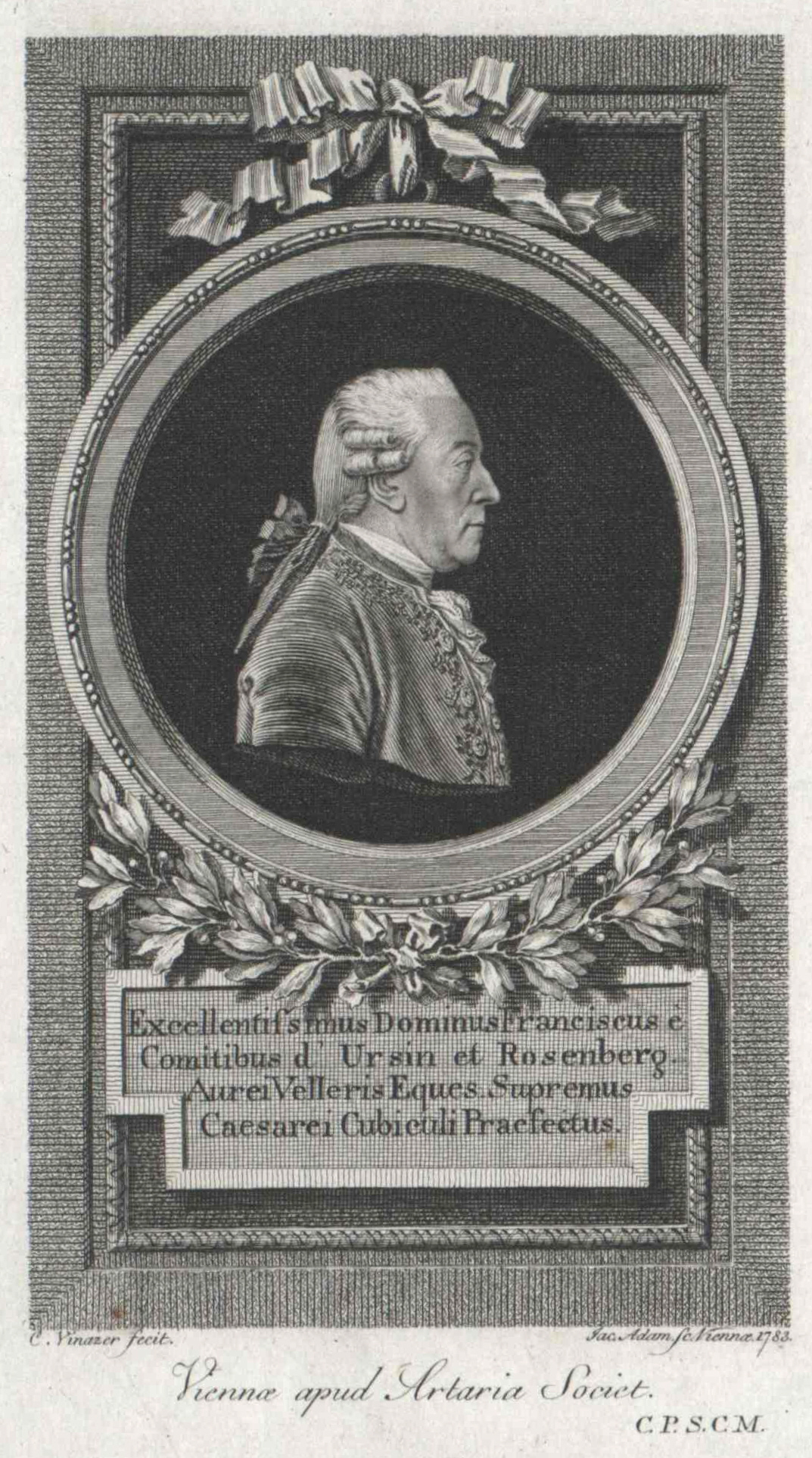
Franz Xaver Wolfgang von Orsini-Rosenberg

Franz Xaver Wolfgang Fürst von Orsini und Rosenberg (* 6. April 1723 in Wien; † 14. November 1796 ebenda) war ein bedeutender Vertreter der Adelsfamilie von Orsini-Rosenberg. Er wirkte zunächst in mehreren Ländern als Diplomat des Erzherzogtums Österreich, anschließend als Berater und Obersthofmeister am Hof des Großherzogs von Toskana und schließlich in derselben Funktion am kaiserlichen Hof in Wien. 1790 wurde er von Kaiser Leopold II. in den Reichsfürstenstand erhoben.

## Leben
Franz Xaver war der älteste Sohn des Grafen Wolfgang Siegmund von Orsini-Rosenberg. Er wirkte nach seinem juristischen Studium in Wien zunächst als österreichischer Diplomat in London, Mailand (1748–50), Kopenhagen (1750–57) und Madrid (1757–65). Hier führte er am spanischen Hof die Verhandlungen über die Eheschließung des österreichischen Erzherzogs Peter Leopold mit der Infantin Maria Ludovica von Spanien. Orsini-Rosenberg begleitete die Braut schließlich zur Hochzeit am 5. August 1765 nach Innsbruck. Am 18. August verstarb Kaiser Franz I., der Vater Peter Leopolds. Da letzterer nominell bereits seit 1761 die Position des Großherzogs der Toskana innehatte, übernahm er nun die Regierung des Großherzogtums.
Auf den ausdrücklichen Wunsch Peter Leopolds entsandte Maria Theresia Franz Xaver von Orsini-Rosenberg als Berater an den Florentiner Hof, mit der Auflage, ihr laufend über die Vorgänge in der Toskana zu berichten. Nach dem Tod des ersten toskanischen Ministers Franz von Thurn-Valsassina am 9. Februar 1766 übernahm Orsini-Rosenberg dessen Amt des Obersthofmeisters und Chefs der großherzoglichen Staats-, Kriegs- und Finanzkanzleien. Als solcher setzte er eine grundlegende Reform der zu diesem Zeitpunkt desolaten toskanischen Verwaltung durch, so dass dieses Land binnen weniger Jahre zu einem der bestorganisierten Reformstaaten des aufgeklärten Absolutismus wurde. Er genoss sowohl das Vertrauen der ebenso herrschsüchtigen wie gegenüber ihren Kindern misstrauischen Maria Theresia als auch das ihres nach Selbständigkeit strebenden Sohnes Peter Leopold.
1772 gab er auf eigenen Wunsch seine Ämter in der Toskana auf und kehrte nach Wien zurück. Ab September 1772 ließ er in der Herrschaft Rosegg im Süden Kärntens, die er von seinem 1739 verstorbenen Vater geerbt hatte, das Schloss Rosegg errichten, das um 1775 fertiggestellt wurde. Im Auftrag Maria Theresias begleitete er 1774 und 1775 Erzherzog Maximilian II. Franz, den späteren Kurfürst-Erzbischof von Köln, auf dessen Kavalierstour durch Europa. 1777 wurde Orsini-Rosenberg von Kaiser Joseph II. zum Obersthofmeister und Konferenzminister an dessen Hof ernannt. Er genoss zwar das Vertrauen des Kaisers, konnte aber nur selten mäßigenden Einfluss auf dessen vorschnelle Reformen ausüben. Nach dem Tod von Joseph II. im Februar 1790 wurde Peter Leopold als Leopold II. zum Kaiser gekrönt. Im Rahmen der Krönungszeremonie erhob dieser Franz Xaver von Orsini-Rosenberg in den Reichsfürstenstand mit der Verfügung, dass dieser auch auf seinen Vetter Vinzenz von Orsini-Rosenberg sowie dessen Nachkommen übergehen solle. Unter Leopold wie auch unter dessen Nachfolger Franz II. übte Orsini-Rosenberg die Ämter des Staats- und Konferenzministers und des Oberstkämmerers aus.
Orsini-Rosenberg starb 1796 in Wien und wurde in Rosegg beigesetzt.

## Auszeichnungen
- 1764 Ritter des Ordens vom Goldenen Vlies